# Seraincourt (Val-d’Oise)
Seraincourt ist eine französische Gemeinde mit 1.310 Einwohnern (Stand: 1. Januar 2022) im Département Val-d’Oise in der Region Île-de-France; sie gehört zum Arrondissement Pontoise und zum Kanton Vauréal (bis 2015: Kanton Vigny). Die Einwohner werden Seraincourtois genannt.

## Geographie
Seraincourt liegt in der Landschaft Vexin français, etwa 17 Kilometer westlich von Pontoise und etwa 39 Kilometer nordwestlich von Paris. Umgeben wird Seraincourt von den Nachbargemeinden Frémainville im Norden, Longuesse im Nordosten, Gaillon-sur-Montcient im Osten und Südosten, Hardricourt im Süden und Südosten, Mézy-sur-Seine im Süden, Oinville-sur-Montcient im Westen und Südwesten sowie Jambville im Westen und Nordwesten.
Das gesamte Gemeindegebiet gehört zum Regionalen Naturpark Vexin français.

## Bevölkerungsentwicklung
| Jahr                      | 1962 | 1968 | 1975 | 1982 | 1990 | 1999 | 2006 | 2013 |
| Einwohner                 | 615  | 763  | 879  | 1021 | 1131 | 1261 | 1381 | 1306 |
| Quelle: Cassini und INSEE |      |      |      |      |      |      |      |      |

## Sehenswürdigkeiten
Siehe auch: Liste der Monuments historiques in Seraincourt (Val-d’Oise)
- Kirche Saint-Sulpice, als Prämonstratenserklause erbaut zwischen 1175 und 1191, Monument historique seit 1930
- Schloss Rueil aus dem 18. Jahrhundert
- Waschhaus

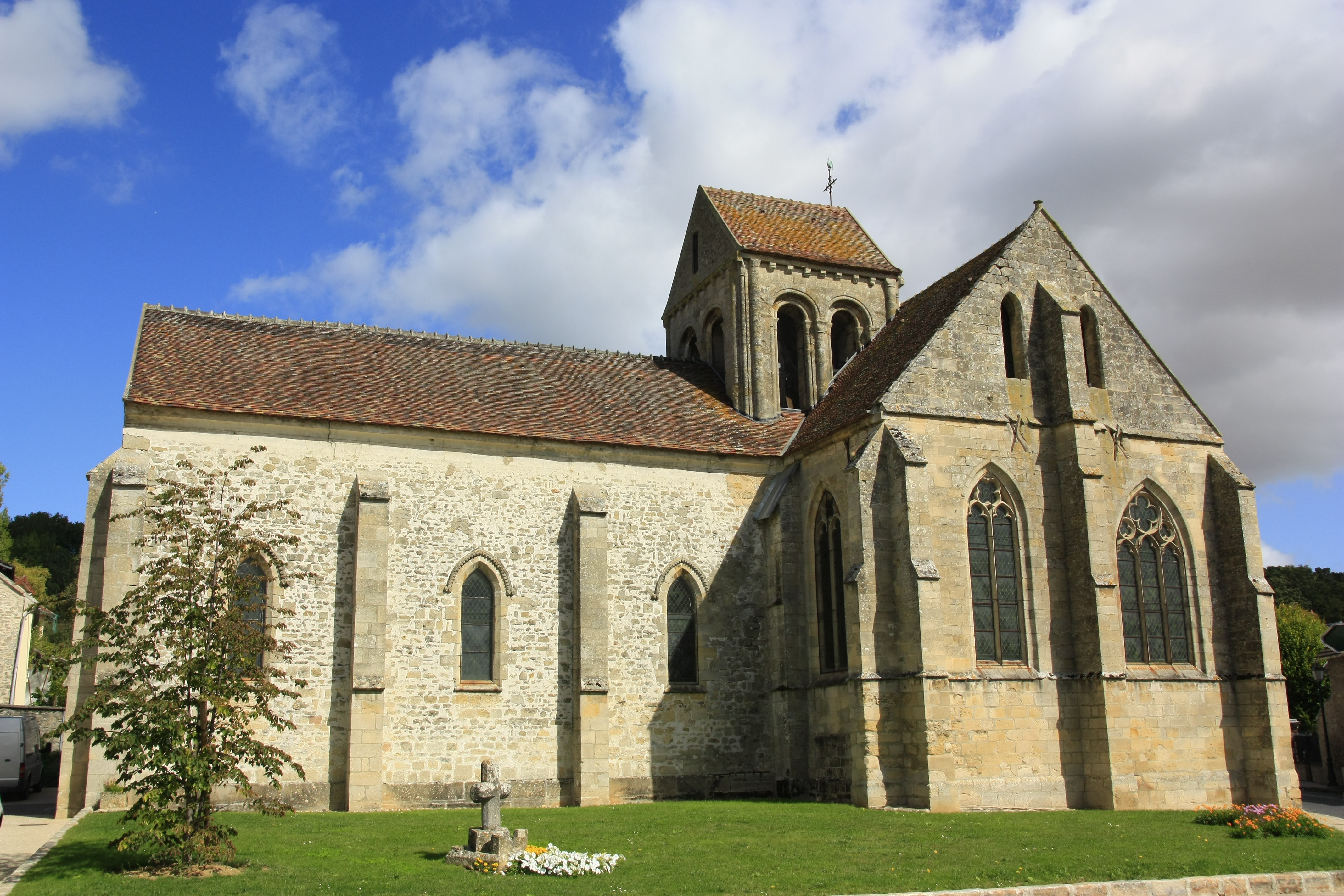
Kirche Saint-Sulpice
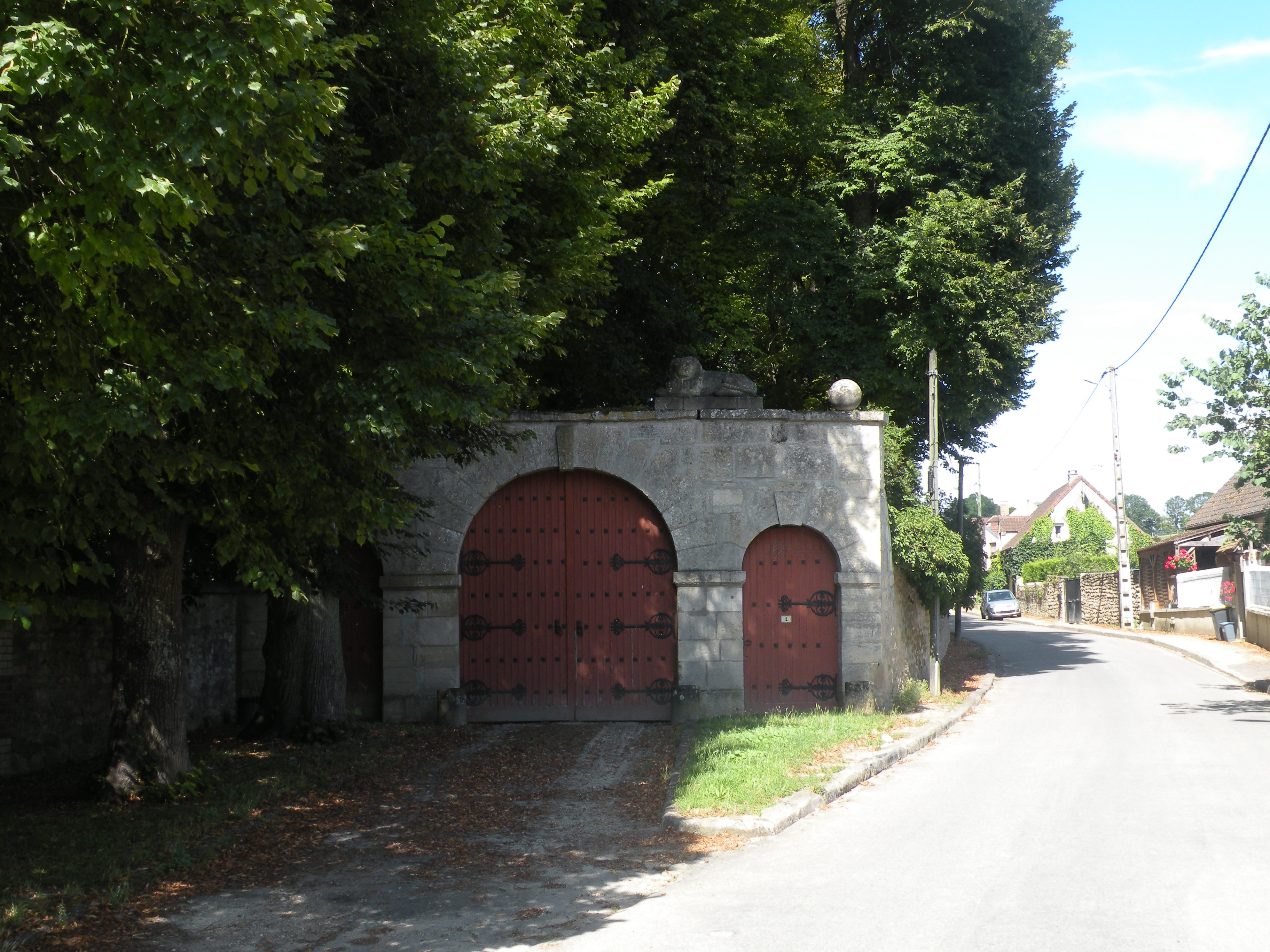
Tor zum Schloss Rueil

## Persönlichkeiten
- Pierre-Jean-Georges Cabanis (1757–1808), Philosoph und Mediziner
- Louis de Friant (1758–1829), Divisionsgeneral